# George Hill (velocista)
George Leroy Hill (Lansford, 17 aprile 1901 – Mannington, 18 gennaio 1992) è stato un velocista statunitense.

## Biografia
Partecipò ai Giochi olimpici di Parigi 1924 dove giunse quarto nella finale dei 200 metri

## Palmarès
| Anno | Manifestazione  | Sede   | Evento    | Risultato | Prestazione | Note  |
| ---- | --------------- | ------ | --------- | --------- | ----------- | ----- |
| 1924 | Giochi olimpici | Parigi | 200 metri | 4º        |             | [ 1 ] |